# Richard Campbell Stewart
Sir Richard Campbell Stewart, KCB (* 1836; † 14. Dezember 1904 in Cheltenham, Gloucestershire) war ein britischer General.

## Leben
Stewart, Sohn von Lieutenant-General Thomas Stewart und dessen Ehefrau Jane Christina Campbell, trat 1853 in die Madras Army ein und nahm an der Niederschlagung des Indischen Aufstands von 1857 teil. In der Folgezeit fand er verschiedene Verwendungen als Offizier und wurde 1862 zum Captain, 1871 zum Major sowie 1881 zum Colonel befördert. Als Kommandeur des Hyderabad Contingent wurde er zum Brigadier-General befördert und nahm nach dem Dritten Anglo-Birmanischen Krieg zwischen 1886 und 1887 an Operationen in dem nunmehr zur Britisch-Indien gehörenden Birma teil. Für seine Verdienste wurde er Companion des Order of the Bath (CB) sowie im Juli 1893 zum Major-General befördert.
Am 8. Mai 1894 wurde Stewart zum Knight Commander des Order of the Bath (KCB) geschlagen und führte seither das Prädikat „Sir“. 1895 wurde er zum Lieutenant-General sowie 1900 General befördert. Im Mai 1904 wurde er zudem Colonel of the Regiment der 30th Lancers (Gordon’s Horse).
Aus seiner 1870 geschlossenen Ehe mit Mona Gough Haines, Tochter von Colonel Gregory Haines und dessen Ehefrau Jane Eliza Mona Gough, ging eine Tochter hervor.